# Josias Moli
Josias Moli (ur. 19 sierpnia 1954) – vanuacki polityk, przez pół miesiąca 2004 p.o. prezydenta Vanuatu.
Członek Unii Partii Umiarkowanych. 28 lipca 2004 został wybrany na przewodniczącego parlamentu (w miejsce działacza Partii Pracy Rogera Abiuta); ponieważ w maju 2004 od władzy został odsunięty prezydent Alfred Maseng, na szefie parlamentu spoczywały od tej chwili także czasowo obowiązki głowy państwa. Moli – czwarty prezydent w 2004 – sprawował funkcję szefa państwa od 28 lipca do 16 sierpnia 2004, kiedy został wybrany i zaprzysiężony nowy prezydent, Kalkot Mataskelekele.
W grudniu 2004 Josias Moli został odwołany z funkcji przewodniczącego parlamentu.